# 簡治·柏斯
雷·簡治·派斯·安德拉德（西班牙語：Ray Kendry Páez Andrade，2007年5月4日—）是一名厄瓜多爾職業足球員，司職中場，現效力於法甲球隊斯特拉斯堡 (車路士外借)。

## 球會生涯

### 早期生涯
於瓜亞基爾出生的派斯於五歲時加盟當地球隊SC旗下的阿爾法羅·莫雷諾足球學院。他八歲時，巴塞隆納SC放棄了正式註冊派斯的機會，因而先後轉投及柏迪亞的青訓學院。

### 迪華利獨立
派斯於2018年轉投迪華利獨立。他在青年隊出色的表現引起了德國球會多蒙特及英超球會曼聯等球會的注意，迪華利獨立據報拒絕了曼聯對派斯的報價。
2023賽季前，派斯以15歲之齡被正式提拔到球會一隊。同年2月25日，他在對陣新人體育會的厄甲比賽中上演生涯地標戰，並射入職業生涯首個入球，協助球隊以3–1勝出，他以15歲9個月22日成為厄瓜多爾頂級聯賽史上最年輕首次上陣的球員，以及最年輕的入球球員。

### 車路士
2023年6月5日，英超球會車路士宣布簽入派斯，他將在年滿18歲後的2025年夏天加盟。

## 國家隊生涯
派斯曾於2022年代表厄瓜多爾U17，並在對陣阿根廷U17及哥倫比亞U17時入球。
2023年1月，為協助派斯融入及適應迪華利獨立一隊，使他未有入選厄瓜多爾U20參與2023年南美洲青年足球錦標賽的參賽名單。
2023年3月，派斯入選厄瓜多爾U17參與2023年南美洲U-17足球錦標賽的參賽名單，並在對陣巴西U17的首場比賽即交出一個助攻，協助球隊追和，最終兩隊以2–2賽和。
2023年5月9日，厄瓜多爾U20公佈參與2023年國際足總U-20世界盃的決選名單，當時剛滿16歲的派斯成為史上最年輕入選U-20世界盃參賽名單的球員。同月26日，派斯在對陣斐濟的小組賽賽事中入球，協助球隊以9–0大勝，並成為賽事史上最年輕的入球球員。
2023年6月5日，派斯首次被厄瓜多爾國家隊徵召，但並未上陣。同年9月12日，派斯在對陣烏拉圭的世界盃外圍賽賽事中上演國家隊地標戰，並在比賽的第61分鐘助攻射入致勝一球。派斯以16歲4個月又9日成為厄瓜多爾國家隊史上最年輕的球員，他亦成為南美洲史上第二年輕為國家隊上陣的球員，僅次於。同年10月12日，派斯在對陣玻利維亞的世界盃外圍賽賽事中首次為國家隊入球，協助厄瓜多爾以2–1勝出。他以16歲又161日之齡成為南美洲國際足協世界盃外圍賽史上最年輕的入球球員。

## 生涯統計

### 球會
最後更新：2024年4月24日
| 效力球會   | 球季     | 聯賽     | 聯賽 | 聯賽 | 國家盃賽 | 國家盃賽 | 聯賽盃賽 | 聯賽盃賽 | 洲際賽事 | 洲際賽事 | 總計 | 總計 |
| 效力球會   | 球季     | 聯賽     | 上陣 | 入球 | 上陣     | 入球     | 上陣     | 入球     | 上陣     | 入球     | 上陣 | 入球 |
| ---------- | -------- | -------- | ---- | ---- | -------- | -------- | -------- | -------- | -------- | -------- | ---- | ---- |
| 迪華利獨立 | 2023     | 厄甲     | 24   | 5    | —        | —        | —        | —        | 5        | 0        | 29   | 5    |
| 迪華利獨立 | 2024     | 厄甲     | 10   | 4    | —        | —        | —        | —        | 3        | 1        | 15   | 5    |
| 生涯總計   | 生涯總計 | 生涯總計 | 34   | 9    | 0        | 0        | 0        | 0        | 10       | 1        | 44   | 10   |

1. 1 2  於南美自由盃賽事上陣。

### 國家隊
最後更新：2023年9月12日
| 代表國家隊 | 年份 | 上陣 | 入球 |
| ---------- | ---- | ---- | ---- |
| 厄瓜多爾   | 2023 | 5    | 1    |
| 厄瓜多爾   | 2024 | 1    | 0    |
| 總計       | 總計 | 6    | 1    |

| # | 日期           | 地點           | 對手     | 入球比數 | 最終比數 | 賽事                       |
| - | -------------- | -------------- | -------- | -------- | -------- | -------------------------- |
| 1 | 2023年10月12日 | 玻利維亞拉巴斯 | 玻利维亚 | 1–0      | 2–1      | 2026年國際足協世界盃外圍賽 |